# Hugo Valvanne
Hugo Valvanne (* 18. Juli 1894 in Pedersöre; † 25. Juli 1961 in Fünen, Dänemark) war ein finnischer Diplomat, Autor und Übersetzer von Büchern über Theosophie. Bis 1906 trug er den Namen Wegelius.

## Leben
Hugo Valvanne war der Sohn von Johanna Elisabeth Häggman und Henrik Eliel Wegelius.
Der Theosoph und Autor Väinö Valvanne war sein jüngerer Bruder. Von 1929 bis zur Scheidung 1945 war er mit Eva Arokallio verheiratet. Ab 1947 war er mit Birgitte Gulpager verheiratet.
Hugo Valvanne studierte  an den Universitäten von Helsinki, London, Toulouse und an der Akademie für internationales Recht in Den Haag und schloss sein Studium  mit dem Mastertitel ab. Er trat 1919 in den auswärtigen Dienst, war 1921 an der Gesandtschaft in Moskau, von 1921 bis 1925 an der Botschaft in London, von 1926 bis 1928 an der Botschaft in Bern akkreditiert. Von 1926 bis 1928 war er Vertreter der finnischen Regierung beim Völkerbund und bei der Internationalen Arbeitsorganisation. Von 1934 bis 1936 war er Gesandter in Tokio, ab 1936 in Shanghai, China.
Von 1949 bis 1956 war Valvanne Finnlands erster Botschafter in Indien nach der britischen Kolonialzeit. Mit Botschaftssitz Neu-Delhi war er auch bei den Regierungen in Peking und von Sukarno in Jakarta akkreditiert. Von 1956 bis 1959 war er Botschafter in Bern und unterzeichnete ein Doppelbesteuerungsabkommen. Anschließend war er Protokollchef des Außenministeriums.